# 켐니츠 FC

켐니츠 FC(Chemnitzer FC 켐니처 FC[*])는 독일 작센주의 도시 켐니츠의 축구 클럽으로 현재 레기오날리가 노르도스트에서 활동하고 있다.

## 성적
- DDR 오버리가: 우승 1회 (1967), 준우승 1회 (1990)
- FDGB-포칼: 준우승 3회 (1969, 1983, 1989)
- 작센컵: 우승 4회 (1997, 1998, 2006, 2008)
- DFB-포칼: 4강 진출 1회 (1993)
- NOFV 오베르리가 남부 리그: 준우승 1회 (2008)

## 선수 명단

### 현역
참고: FIFA 자격 규정에 따라 소속된 국가대표팀 국기를 표시합니다. 선수는 복수의 FIFA 비회원국 국적을 가지고 있을 수 있습니다.
| 번호 | 포지션 | 국적 | 이름 |
| ---- | ------ | ---- | ---- |

| 번호 | 포지션 | 국적 | 이름 |
| ---- | ------ | ---- | ---- |